# Scirrotherium
Scirrotherium es un género extinto de pampatérido, familia de mamíferos herbívoros cingulados emparentados con los actuales armadillos a los que se parecían externamente, y con los desaparecidos gliptodontes, conocidos por sus corazas similares a un caparazón. El nombre científico de este género se deriva de las palabras griegas skiros, "cubierta" y therion, "bestia", mientras el nombre de la especie tipo, S. hondaensis, se debe a la localidad de Honda en el departamento de Tolima, en la actual Colombia. Scirrotherium es una de las tantas especies de xenartros halladas en la llamada fauna de La Venta, que data de mediados del Mioceno (13 a 11 millones de años antes del presente).
Scirrotherium es conocido a partir de un cráneo incompleto que incluye dientes y una mandíbula parcial, además de vértebras y restos de su coraza. Dichos restos son menores que los del género Kraglievichia, y mayores que los de su pariente Vassalia. Scirrotherium se caracterizaba por sus molares cilíndricos, un octavo molar (m8) bilobulado y porque la tercera vértebra torácica carece de una superficie en su centro en forma de disco, de lo que se conjetura que debió tener una escasa movilidad. En Scirrotherium hondaensis, los osteodermos móviles presentan en la zona esculpida forámenes alineados en dos hileras, bordes laterales marcados, elevación axial corta, redondeada y estrecha; los osteodermos fijos poseen escasos forámenes anteriores dispuestos en forma de arco de concavidad posterior y la elevación central longitudinal estrecha, delimitada por depresiones longitudinales superficiales. Cabe destacar que restos de osteodermos de pampatérido hallados en la Formación Ituzaingó de Entre Ríos (Argentina), Formación Puerto Madryn de Península Valdés en Patagonia y Formación Solimões en Acre (Brasil) se han atribuido a este género, S. carinatum, si bien poseen diferencias anatómicas sobre todo en los osteodermos móviles con los forámenes anteriores dispuestos en una hilera y una elevación central longitudinal muy carenada.